# Maresciallo del Senato della Polonia
Il maresciallo del Senato della Polonia (in lingua polacca: Marszałek Senatu Rzeczypospolitej Polskiej) è il presidente del Senato della Polonia; egli ricopre la terza carica dello Stato, dopo il Presidente della Repubblica e il maresciallo del Sejm; dal 1935 al 1939 il maresciallo del Senato era invece la seconda carica dello Stato.

## Ruolo
Il maresciallo ha il compito di rappresentare il Senato, presiederne le riunioni,  mantenere l'ordine all'interno della camera, presiedere il Presidio del Senato e il caucus dei leader dei caucus senatoriali (Konwent Seniorów); egli oltre partecipa come rappresentante istituzionale a manifestazioni a livello statale. Il maresciallo del Senato diviene presidente ad interim della Polonia quando il maresciallo del Sejm non può assumere questa carica.
Questo fatto si è verificato solo nel 2010, quando il maresciallo del Sejm Bronisław Komorowski ha assunto la carica di presidente ad interim a seguito della morte in un incidente aereo dell'ex presidente Lech Kaczyński. Komorowski è poi stato eletto nuovo presidente della Polonia con elezioni presidenziali, sconfiggendo il fratello del Presidente defunto Jarosław Kaczyński. Komorowski si è dimesso da maresciallo del Sejm l'8 luglio 2010 e ha quindi abbandonato anche la carica di Presidente ad interim, che è stata ricoperta dal maresciallo del Senato Bogdan Borusewicz per poche ore, fino all'elezione del nuovo maresciallo del Sejm Grzegorz Schetyna, nuovo Presidente ad interim.

## Storia
I marescialli del Senato esistettero fin dal Ducato di Varsavia (nel XIX secolo); nella Confederazione Polacco-Lituana, tale ruolo era ricoperto dal gran maresciallo della Corona.